# Металовидка шавлієва
Металовидка шавлієва (Diachrysia chryson) — вид метеликів родини совок (Noctuidae). Поширений у Палеарктиці.

## Поширення
Вид трапляється в Центральній і Південній Європі (включаючи південну частину Британських островів), Малій Азії, Середній та Північній Азії на схід до Японії. Віддає перевагу вологим місцевостям, таким як болота та береги річок.

## Опис
Розмах крил 44–54 мм. Переднє крило буро-коричневе з фіолетовим відтінком: жилки темно-коричневі, малопомітні; внутрішня лінія хвиляста, косо йде всередину; серединна лінія помітна лише на ребрі; велика підквадратна блискуча латунна пляма за клітиною між жилками 7 і 3, простір між нею та внутрішнім краєм насичений золотисто-коричневим кольором, обидва перетинаються тонкою зовнішньою лінією, яка стає блискучою до внутрішнього краю; підкрайова лінія дуже неясна, хвиляста, обмежуючись латунними та коричневими плямами; задні крила блідо-бронзові, пухнасті, темніші до термена.
Личинка зелена; спинна лінія темно-зелена, з білими краями; кілька косих білуватих бічних смуг; дихальця білі.

## Спосіб життя
Метелики активні в сутінках і вночі. Вони також летять до штучних джерел світла. Іноді їх можна зустріти, як смокчуть квіти мильнянки (Saponaria officinalis) або синяка звичайного (Echium vulgare) Самиці відкладають яйця на кормову рослину, з якої восени вилуплюються гусениці, які потім харчуються переважно листям сідача конапляного (Eupatorium cannabinum) або шавлії липкої (Salvia glutinosa). Вони зимують і заляльковуються переважно на початку червня наступного року в легкій павутині між листям рослини-господаря. Основний період льоту метеликів — з червня по серпень. У Південних Альпах і дельті Дунаю також зустрічається друге покоління, яке літає до жовтня.